# Droit tunisien
Le droit tunisien est le droit appliqué en Tunisie depuis l'indépendance obtenue de la France, le 20 mars 1956.

## Sources du droit
La Constitution tunisienne de 2014 établit une hiérarchie des normes. Celle-ci se compose, du sommet à la base, de :
1. la Constitution, qui inclut, sur un pied d'égalité, un préambule et 149 articles[1] ;
2. des traités internationaux ;
3. des lois organiques ;
4. des lois ordinaires ;
5. des règlements.

### Constitution
La Constitution tunisienne de 1959 est suspendue le 23 mars 2011 à la suite de la révolution. Le 23 décembre de la même année entre en vigueur la loi constituante de 2011 dotant la Tunisie d'une organisation constitutionnelle provisoire. Une nouvelle Constitution, rédigée par une assemblée constituante, entre en vigueur le 10 février 2014.

### Traités internationaux
Les traités internationaux ont, en Tunisie, une valeur infra-constitutionnelle et supra-législative. Les traités concernant les frontières de l'État, l'organisation internationale ou le statut personnel, qui entraînent un engagement financier de la part de l'État ou qui incluent des dispositions législatives ainsi que les traités commerciaux doivent être soumis à l'approbation de l'Assemblée des représentants du peuple. Les traités n'entrent en vigueur qu'après leur ratification.

### Lois organiques
Les lois organiques sont adoptées à la majorité absolue des membres de l'Assemblée des représentants du peuple, le Parlement tunisien.
Les textes de loi relatifs aux sujets suivants sont adoptés sous la forme de lois organiques :

« L'approbation des traités,
L'organisation de la justice et de la magistrature,
L'organisation de l'information, de la presse et de l'édition,
L'organisation des partis politiques, des syndicats, des associations, des organisations et des ordres professionnels et leur financement,
L'organisation de l'armée nationale,
L'organisation des forces de sécurité intérieure et de la douane,
La loi électorale,
La prorogation du mandat de l'Assemblée des représentants du peuple conformément aux dispositions de l'article 56,
La prorogation du mandat présidentiel conformément aux dispositions de l'article 75 (de la Constitution),
Les libertés et les droits de l'homme,
Le statut personnel,
Les devoirs fondamentaux de la citoyenneté,
La gouvernance locale,
L'organisation des instances constitutionnelles,
La loi organique du budget. »

### Lois ordinaires
Les lois ordinaires sont adoptées à la majorité relative des membres présents de l'Assemblée des représentants du peuple. Cette majorité ne peut toutefois être inférieure au tiers du nombre total de membres de l'Assemblée.
Les textes de loi relatifs aux sujets suivants sont adoptés sous la forme de lois ordinaires :

« La création de catégories d'établissements publics et d'entreprises publiques et les textes organisant leur cession,
La nationalité,
Les obligations civiles et commerciales,
Les procédures devant les différentes catégories de tribunaux,
La détermination des crimes et délits et des peines qui leur sont applicables, de même que les contraventions lorsqu'elles sont sanctionnées par une peine privative de liberté,
L'amnistie générale,
La détermination de l'assiette de l'impôt, de ses taux et des procédures de son recouvrement,
Le régime d'émission de la monnaie,
Les emprunts et les engagements financiers de l'État,
La détermination des hautes fonctions,
La déclaration du patrimoine,
Les garanties fondamentales accordées aux fonctionnaires civils et militaires, 
Le régime de la ratification des traités internationaux,
Les lois de finances, du budget, la clôture du budget et l'approbation des plans de développement,
Les principes fondamentaux du régime de la propriété et des droits réels, de l'enseignement, de la recherche scientifique et de la culture, de la santé publique, de l'environnement, de l'aménagement territorial, urbain et de l'énergie, du droit du travail et de la sécurité sociale. »

### Règlements
Les matières qui ne relèvent pas du domaine de la loi sont soumises au pouvoir réglementaire général. Ce pouvoir est exercé par le chef du gouvernement. Les décrets gouvernementaux sont signés par le chef du gouvernement après délibération en Conseil des ministres. Les décrets à caractère réglementaire doivent être contresignés par le ministre compétent.

## Organisation juridictionnelle

### Ordre judiciaire
Les juridictions de l'ordre judiciaire, créées par la loi no 67-29 du 14 juillet 1967 relative à l'organisation judiciaire, sont la Cour de cassation, les cours d'appel, les Tribunaux de première instance, les justices cantonales et le Tribunal immobilier.

#### Cour de cassation
La Cour de cassation est compétente en matière civile contre les décisions rendues en dernier ressort dans les cas prévus par l'article 175 du Code de procédure civile et commerciale, et en matière pénale dans le cadre des pourvois en cassation contre les décisions rendues sur le fond et en dernier ressort pour incompétence, excès de pouvoir, violation ou fausse application de la loi.

#### Cour d'appel
La Cour d'appel est compétente pour prendre connaissance des appels formés contre les jugements rendus en premier ressort par les tribunaux de première instance de sa circonscription en matière civile. En matière pénale, elle peut prendre connaissance, en dernier ressort sur appel, des délits jugés par le tribunal de première instance et des crimes jugés par le tribunal de première instance au siège d'une cour d'appel. Enfin, en matière administrative, la Cour d'appel, en tant que tribunal de second degré, est compétente pour connaître des recours contre les décisions des organismes professionnels. En premier degré, elle peut prendre connaissance de certaines matières fiscales.

#### Tribunaux de première instance
Ils sont au nombre de 27. Ils connaissent en première instance de toutes les matières civiles, et en matière pénale de tous les délits à l'exception de ceux tombant sous la juridiction des justices cantonales.

#### Justice cantonale
Au nombre de 85, les justices cantonales prennent connaissance des affaires mineures en matière civile et pénale.

#### Tribunal immobilier
Ils sont créés par l'article 33 de la loi du 1er juillet 1885 relative à la propriété foncière. Il est notamment compétent pour statuer en matière d'immatriculation foncière.

### Ordre administratif

#### Tribunal administratif
Le Tribunal administratif, créé par la loi no 72-40 du 1er juin 1972, est compétent en matière de litige mettant en cause l'administration et les requêtes en annulation des actes d'autorités administratives.

#### Cour des comptes
Créée par une loi de 1968, elle peut examiner les comptes et la gestion de l'État des collectivités locales, des établissements publics à caractère industriel et commercial ainsi que tous organismes quelle que soit leur dénomination dans lesquels l'État, les gouvernorats et les municipalités détiennent une participation à leur capital.